# جان دوقة بيري
جان من فرنسا (بالفرنسية: Jeanne de France) (23 أبريل 1464 - 4 فبراير 1505) كانت ملكة فرنسا القرينة لفترة وجيزة وزوجة لويس الثاني عشر ملك فرنسا، في ما بين وفاة شقيقها شارل الثامن، وفسخ زواجها. أصبحت قديسة في 28 مايو 1950، وتعرف في الكنيسة الكاثوليكية الرومانية بالقديسة جان دو فالوا.